# Arctosa atroventrosa
Arctosa atroventrosa är en spindelart som först beskrevs av Lenz 1886.  Arctosa atroventrosa ingår i släktet Arctosa och familjen vargspindlar.
Artens utbredningsområde är Madagaskar. Inga underarter finns listade i Catalogue of Life.